# 世界童軍運動組織會員列表

世界童軍局總部位於瑞士日內瓦，並分為6個分區辦公室：
歐洲童軍區：瑞士日內瓦、比利時布魯塞爾與塞爾維亞貝爾格萊德
阿拉伯童軍區：埃及開羅
非洲童軍區：肯亞奈洛比、南非開普敦與塞內加爾達喀爾
亞太童軍區：菲律賓馬卡蒂、澳洲與日本東京
美洲童軍區：巴拿馬知識城
歐亞童軍區：烏克蘭基輔
灰色為古巴、寮國等沒有童軍活動的國家

自從1907年以來，童軍運動已經從原先的創始國英國快速發展，並廣泛運作於全球216個國家或地區。目前全球共有3,800萬童軍和女童軍、165個國家性組織在世界童軍運動組織中，及近乎同樣數目的國家性組織在世界女童軍總會中。

## 世界童軍運動組織會員列表
世界童軍運動組織的會員很多都是每個國家的國家級童軍組織。某些國家會因為宗教（如法國、丹麥）或種族（波士尼亞、以色列）而分成多個組織並組成聯盟。加拿大是唯一一個有兩個各自獨立童軍組織的國家。
| 國家或地區     | 會員人數 （截至2012年） | 會員組織名稱                                 | 加入年份             | 成立年份         | 性別屬性 |
| -------------- | ----------------------- | -------------------------------------------- | -------------------- | ---------------- | -------- |
| 阿尔及利亚     | 11,120                  | 阿爾及利亞穆斯林童軍                         | 1963年               | 1934年           | 混合     |
| 安哥拉         | 13,777                  | 安哥拉童軍總會                               | 1998年               | 1998年           | 混合     |
| 阿根廷         | 46,264                  | 阿根廷童軍                                   | 1922年               | 1912年           | 混合     |
| 亞美尼亞       | 2,385                   | 亞美尼亞國家童軍運動                         | 1997年               | 1912年           | 混合     |
| 阿鲁巴         | 不詳                    | 阿魯巴童軍                                   | 2016年               | 2000年           | 混合     |
|                | 73,955                  | 澳大利亞童軍                                 | 1953年               | 1908年           | 混合     |
| 奥地利         | 10,768                  | 奧地利童軍與女童軍                           | 1922年/1946年        | 1912年           | 混合     |
|                | 1,356                   | 亞塞拜然童軍總會                             | 2000年               | 1997年           | 混合     |
| 巴哈马         | 1,017                   | 巴哈馬童軍總會                               | 1974年               | 1913年           | 混合     |
| 巴林           | 1,867                   | 巴林童軍                                     | 1970年               | 1953年           | 男性     |
|                | 896,118                 | 孟加拉童軍                                   | 1974年               | 1972年           | 混合     |
|                | 2,738                   | 巴貝多童軍總會                               | 1969年               | 1912年           | 男性     |
| 白俄羅斯       | 不詳                    | 白俄羅斯共和國童軍總會                       | 1989年               | 1909年           | 混合     |
| 比利时         | 88,307                  | 比利時童軍與女童軍運動（多個總會組成的聯盟） | 1922年               | 1911年           | 混合     |
|                | 2,376                   | 貝里斯童軍總會                               | 1987年               | 1911年           | 混合     |
|                | 16,738                  | 貝南童軍                                     | 1964年               | 1932年           | 混合     |
| 不丹           | 6,350                   | 不丹童軍總會                                 | 1999年               | 1991年           | 混合     |
| 玻利维亚       | 7,829                   | 玻利維亞童軍總會                             | 1950年               | 1915年           | 混合     |
|                | 1,901                   | 波士尼亞與赫塞哥維納童軍總會                 | 1999年               | 1999年           | 混合     |
|                | 4,660                   | 波札那童軍總會                               | 1958年               | 1936年           | 男性     |
| 巴西           | 59,057                  | 巴西童軍聯合會                               | 1922年               | 1910年           | 混合     |
|                | 1,886                   | 汶萊國家童軍總會                             | 1981年               | 1933年           | 混合     |
| 保加利亚       | 2,711                   | 保加利亞童軍組織                             | 1999年               | 1911年 至 1913年 | 混合     |
| 布吉納法索     | 10,165                  | 布吉納法索童軍聯盟（聯盟式組織）             | 1972年               | 1943年           | 混合     |
|                | 6,661                   | 蒲隆地童軍總會                               | 1979年               | 1940年           | 混合     |
| 喀麦隆         | 6,535                   | 喀麥隆童軍                                   | 1971年               | 1937年           | 混合     |
| 加拿大         | 146,250                 | 加拿大童軍、加拿大童軍總會                   | 1946年               | 1909年           | 混合     |
|                | 733                     | 維德角童軍總會                               | 2002年               | 2002年           | 不明     |
|                | 8,132                   | 查德童軍聯盟（聯盟式組織）                   | 1974年               | 1960年           | 混合     |
| 智利           | 35,189                  | 智利童軍與女童軍總會                         | 1922年 1974年        | 1909年           | 混合     |
| 哥伦比亚       | 14,045                  | 哥倫比亞童軍總會                             | 1933年               | 1917年           | 混合     |
|                | 1,725                   | 葛摩國家童軍總會                             | 1990年               | 1975年           | 混合     |
| 刚果民主共和国 | 71,486                  | 剛果民主共和國童軍聯盟                       | 1963年               | 1924年           | 混合     |
|                | 5,050                   | 哥斯大黎加童軍與女童軍總會                   | 1925年               | 1915年           | 混合     |
|                | 6,436                   | 象牙海岸童軍聯盟（聯盟式組織）               | 1972年               | 1937年           | 混合     |
|                | 4,825                   | 克羅埃西亞童軍總會                           | 1993年               | 1915年           | 混合     |
| 賽普勒斯       | 4,478                   | 賽普勒斯童軍總會                             | 1961年               | 1913年           | 混合     |
| 捷克           | 23,088                  | 捷克共和國童軍與女童軍總會                   | 1922年 1990年 1996年 | 1911年           | 混合     |
| 丹麦           | 44,591                  | 丹麥童軍聯盟（聯盟式組織）                   | 1922年               | 1909年           | 混合     |
|                | 1,100                   | 多米尼克童軍總會                             | 1990年               | 1929年           | 混合     |
| 多米尼克       | 8,899                   | 多明尼加童軍總會                             | 1930年               | 1926年           | 混合     |
|                | 4,132                   | 厄瓜多童軍總會                               | 1922年               | 1920年           | 混合     |
| 埃及           | 74,598                  | 埃及童軍與女童軍聯盟（聯盟式組織）           | 1922年               | 1914年           | 混合     |
| 薩爾瓦多       | 3,970                   | 薩爾瓦多童軍總會                             | 1940年               | 1938年           | 混合     |
| 爱沙尼亚       | 1,209                   | 愛沙尼亞童軍聯合會                           | 1922年 1996年        | 1911年 1989年    | 混合     |
| 衣索比亞       | 1,827                   | 衣索比亞童軍總會                             | 2002年               | 1950年           | 混合     |
| 斐济           | 2,825                   | 斐濟童軍總會                                 | 1971年               | 1914年           | 混合     |
| 芬兰           | 31,735                  | 芬蘭童軍與女童軍                             | 1922年               | 1910年           | 混合     |
| 法國           | 67,383                  | 法國童軍（聯盟式組織）                       | 1922年               | 1910年           | 混合     |
| 加彭           | 3,809                   | 加彭童軍聯盟（聯盟式組織）                   | 1971年               | 1936年           | 混合     |
|                | 18,448                  | 甘比亞童軍總會                               | 1984年               | 1921年           | 混合     |
|                | 1,240                   | 喬治亞童軍運動組織                           | 1997年               | 1994年           | 混合     |
| 德国           | 123,686                 | 德國童軍聯盟（聯盟式組織）                   | 1950年               | 1910年           | 混合     |
|                | 2,311                   | 迦納童軍總會                                 | 1960年               | 1912年           | 混合     |
| 希腊           | 17,658                  | 希臘童軍                                     | 1922年               | 1910年           | 混合     |
| 格瑞那達       | 1,665                   | 格瑞那達童軍總會                             | 1979年               | 1924年           | 混合     |
|                | 11,272                  | 瓜地馬拉童軍總會                             | 1930年               | 1928年           | 混合     |
| 几内亚         | 不明                    | 幾內亞國家童軍與女童軍總會                   | 1990年 2005年        | 1984年           | 不明     |
|                | 424                     | 蓋亞那童軍總會                               | 1967年               | 1909年           | 混合     |
| 海地           | 9,859                   | 海地童軍                                     | 1932年 1940年        | 1916年           | 混合     |
|                | 3,031                   | 宏都拉斯童軍總會                             | 1957年               | 1952年           | 混合     |
| 香港           | 99,591                  | 香港童軍總會                                 | 1977年               | 1914年           | 混合     |
| 澳門           | 不詳                    | 澳門童軍總會                                 | 2017年               | 1983年           | 混合     |
| 匈牙利         | 6,236                   | 匈牙利童軍總會                               | 1922年 1990年        | 1912年           | 混合     |
| 冰島           | 1,526                   | 冰島童軍與女童軍總會                         | 1924年               | 1912年           | 混合     |
| 印度           | 2,423,686               | 印度童軍與女童軍                             | 1938年               | 1909年           | 混合     |
| 印度尼西亞     | 8,103,835               | 印度尼西亞童軍與女童軍運動                   | 1953年               | 1912年           | 混合     |
| 爱尔兰         | 36,185                  | 愛爾蘭童軍                                   | 1949年               | 1908年           | 混合     |
| 以色列         | 21,920                  | 以色列童軍與女童軍聯盟（聯盟式組織）         | 1951年               | 1920年           | 混合     |
| 義大利         | 100,689                 | 義大利童軍聯盟                               | 1922年 1946年        | 1912年           | 混合     |
| 牙买加         | 3,181                   | 牙買加童軍總會                               | 1963年               | 1910年           | 混合     |
| 日本           | 195,370                 | 日本童軍總會                                 | 1922年 1950年        | 1913年           | 混合     |
| 约旦           | 15,538                  | 約旦童軍與女童軍總會                         | 1955年               | 1954年           | 混合     |
|                | 262,146                 | 肯亞童軍總會                                 | 1964年               | 1910年           | 混合     |
| 基里巴斯       | 1,333                   | 吉里巴斯童軍總會                             | 1993年               | 1993年           | 混合     |
|                | 214,363                 | 韓國童軍總會                                 | 1953年               | 1922年           | 混合     |
| 科威特         | 6,061                   | 科威特童軍總會                               | 1955年               | 1952年           | 男性     |
| 拉脫維亞       | 544                     | 拉脫維亞童軍與女童軍組織                     | 1993年               | 1917年           | 混合     |
| 黎巴嫩         | 14,334                  | 黎巴嫩童軍聯盟（聯盟式組織）                 | 1947年               | 1912年           | 混合     |
| 賴索托         | 371                     | 賴索托童軍總會                               | 1971年               | 1936年           | 男性     |
| 利比里亚       | 2,418                   | 賴比瑞亞童軍                                 | 1922年 1965年        | 1922年           | 男性     |
| 利比亞         | 13,698                  | 共和童軍與女童軍運動                         | 1958年               | 1954年           | 混合     |
| 列支敦斯登     | 689                     | 列支敦斯登童軍與女童軍                       | 1933年               | 1931年           | 混合     |
| 立陶宛         | 2,107                   | 立陶宛童軍                                   | 1997年               | 1918年           | 混合     |
| 盧森堡         | 5,092                   | 盧森堡童軍總會（聯盟式組織）                 | 1922年               | 1914年           | 混合     |
| 北馬其頓       | 1,988                   | 馬其頓共和國童軍總會                         | 1997年               | 1921年           | 混合     |
| 马达加斯加     | 9,473                   | 馬達加斯加童軍聯盟（聯盟式組織）             | 1960年               | 1921年           | 混合     |
| 马拉维         | 4,000                   | 馬拉威童軍總會                               | 2005年               | 1996年           | 不明     |
| 马来西亚       | 73,494                  | 馬來西亞童軍總會                             | 1957年               | 1911年           | 混合     |
| 馬爾地夫       | 4,518                   | 馬爾地夫童軍總會                             | 1990年               | 1963年           | 混合     |
| 馬爾他         | 2,531                   | 馬爾他童軍總會                               | 1966年               | 1908年           | 混合     |
| 毛里塔尼亚     | 3,790                   | 茅利塔尼亞童軍與女童軍總會                   | 1983年               | 1947年           | 混合     |
| 模里西斯       | 3,022                   | 模里西斯童軍總會                             | 1971年               | 1912年           | 混合     |
| 墨西哥         | 28,963                  | 人民團體墨西哥童軍總會                       | 1926年               | 1920年           | 混合     |
| 蒙特內哥羅     | 不詳                    | 蒙特內哥羅童軍總會                           | 2008年               | 2008年           | 混合     |
| 摩尔多瓦       | 1,540                   | 摩爾多瓦國家童軍組織                         | 1997年               | 1921年           | 混合     |
| 摩納哥         | 61                      | 摩納哥童軍與女童軍總會                       | 1990年               | 1990年           | 混合     |
| 蒙古国         | 8,264                   | 蒙古童軍總會                                 | 1994年               | 1992年           | 混合     |
| 摩洛哥         | 12,304                  | 摩洛哥國家童軍聯盟                           | 1961年               | 1933年           | 混合     |
| 莫桑比克       | 28,993                  | 莫三比克童軍聯盟                             | 1999年               | 1960年           | 混合     |
| 纳米比亚       | 2,172                   | 納米比亞童軍                                 | 1990年               | 1917年           | 混合     |
| 尼泊尔         | 15,621                  | 尼泊爾童軍                                   | 1969年               | 1952年           | 混合     |
| 荷蘭           | 59,500                  | 荷蘭童軍                                     | 1922年               | 1910年           | 混合     |
| 新西兰         | 19,751                  | 紐西蘭童軍                                   | 1953年               | 1908年           | 混合     |
| 尼加拉瓜       | 1,541                   | 尼加拉瓜童軍總會                             | 1946年               | 1917年           | 混合     |
| 尼日尔         | 3,113                   | 尼日童軍總會                                 | 1996年               | 1947年           | 混合     |
| 尼加拉瓜       | 46,701                  | 尼加拉瓜童軍                                 | 1961年               | 1915年           | 男性     |
| 挪威           | 18,818                  | 挪威童軍和與童軍總會（聯盟式組織）           | 1922年               | 1911年           | 混合     |
| 阿曼           | 9,078                   | 阿曼國家童軍與女童軍組織                     | 1977年               | 1948年           | 混合     |
| 巴基斯坦       | 526,403                 | 巴基斯坦童軍總會                             | 1948年               | 1947年           | 男性     |
| 巴勒斯坦       | 20,017                  | 巴勒斯坦童軍總會                             | 1996年               | 1912年           | 混合     |
| 巴拿马         | 1,868                   | 巴拿馬國家童軍總會                           | 1924年 1950年        | 1924年           | 混合     |
|                | 5,515                   | 巴布亞紐幾內亞童軍總會                       | 1976年               | 1926年           | 男性     |
| 巴拉圭         | 1,075                   | 巴拉圭童軍總會                               | 1962年               | 1960年           | 混合     |
| 秘魯           | 9,147                   | 祕魯童軍總會                                 | 1922年               | 1916年           | 混合     |
| 菲律賓         | 1,872,525               | 菲律賓童軍                                   | 1946年               | 1923年           | 混合     |
| 波蘭           | 61,394                  | 波蘭童軍與女童軍總會                         | 1996年               | 1918年           | 混合     |
| 葡萄牙         | 73,181                  | 葡萄牙童軍聯盟                               | 1922年               | 1913年           | 混合     |
|                | 3,518                   | 卡達童軍與女童軍總會                         | 1965年               | 1955年           | 混合     |
| 羅馬尼亞       | 4,930                   | 羅馬尼亞童軍                                 | 1993年               | 1914年           | 混合     |
| 俄羅斯         | 14,130                  | 俄羅斯童軍總會/領航者                        | 2004年               | 1909年           | 混合     |
| 卢旺达         | 18,884                  | 盧安達童軍總會                               | 1975年               | 1940年           | 混合     |
| 圣卢西亚       | 393                     | 聖露西亞童軍總會                             | 1990年               | 1910年           | 混合     |
|                | 549                     | 聖文森及格瑞那丁童軍總會                     | 1990年               | 1911年           | 混合     |
| 圣马力诺       | 173                     | 聖馬利諾天主教童軍與女童軍總會               | 1990年               | 1973年           | 混合     |
| 沙烏地阿拉伯   | 19,269                  | 沙烏地阿拉伯童軍總會                         | 1963年               | 1961年           | 男性     |
| 塞内加尔       | 26,373                  | 塞內加爾童軍聯邦（聯盟式組織）               | 1963年               | 1930年           | 混合     |
| 塞爾維亞       | 5,899-                  | 塞爾維亞童軍總會                             | 1995年 2006年        | 1915年 2006年    | 混合     |
| 塞舌尔         | 609                     | 塞席爾童軍總會                               | 1927年               | 2002年           | 混合     |
|                | 7,902                   | 獅子山童軍總會                               | 1964年               | 1909年           | 混合     |
| 新加坡         | 9,965                   | 新加坡童軍總會                               | 1966年               | 1910年           | 混合     |
| 斯洛伐克       | 4,268                   | 斯洛伐克童軍                                 | 1922年 1990年 1997年 | 1913年           | 混合     |
| 斯洛維尼亞     | 4,525                   | 斯洛維尼亞童軍總會                           | 1994年               | 1915年           | 混合     |
| 南非           | 11,634                  | 南非童軍總會                                 | 1937年               | 1908年           | 混合     |
| 南蘇丹         | 2,000                   | 南蘇丹童軍總會                               | 2013年               | 2011年           | 混合     |
| 西班牙         | 65,088                  | 西班牙童軍聯盟                               | 1922年 1978年        | 1912年           | 混合     |
| 斯里蘭卡       | 27,264                  | 斯里蘭卡童軍總會                             | 1953年               | 1912年           | 男性     |
| 苏丹           | 13,550                  | 蘇丹童軍總會                                 | 1956年               | 1935年           | 男性     |
| 苏里南         | 2,601                   | 蘇利南童軍                                   | 1968年               | 1924年           | 混合     |
|                | 4,994                   | 史瓦濟蘭童軍總會                             | 1968年               | 1928年           | 男性     |
| 瑞典           | 59,035                  | 瑞典童軍（聯盟式組織）                       | 1922年               | 1911年           | 混合     |
| 瑞士           | 25,946                  | 瑞士童軍與女童軍運動                         | 1922年               | 1912年           | 混合     |
| 中華民國       | 57,039                  | 中華民國童軍總會                             | 1937年               | 1912年           | 混合     |
|                | 1,968                   | 塔吉克童軍總會                               | 1997年               | 1991年           | 混合     |
| 坦桑尼亚       | 91,057                  | 坦尚尼亞童軍總會                             | 1963年               | 1929年           | 混合     |
| 泰國           | 1,360,869               | 泰國國家童軍組織                             | 1922年               | 1911年           | 混合     |
| 多哥           | 7,326                   | 多哥童軍總會                                 | 1977年               | 1920年           | 混合     |
| 千里達及托巴哥 | 4,176                   | 千里達及托巴哥童軍總會                       | 1963年               | 1911年           | 混合     |
| 突尼西亞       | 19,236                  | 突尼西亞童軍                                 | 1957年               | 1933年           | 混合     |
| 土耳其         | 13,964                  | 土耳其童軍與女童軍聯盟                       | 1950年               | 1923年           | 混合     |
| 乌干达         | 92,946                  | 烏干達童軍總會                               | 1964年               | 1915年           | 混合     |
| 阿联酋         | 5,824                   | 阿拉伯聯合大公國童軍總會                     | 1977年               | 1972年           | 男性     |
| 英国           | 444,271                 | 英國童軍總會                                 | 1922年               | 1907年           | 混合     |
| 美国           | 5,970,203               | 美國童軍                                     | 1922年               | 1909年           | 混合     |
| 乌拉圭         | 3,003                   | 烏拉圭童軍運動                               | 1950年               | 1946年           | 混合     |
| 委內瑞拉       | 16,221                  | 委內瑞拉童軍總會                             | 1937年               | 1913年           | 混合     |
| 葉門           | 6,481                   | 葉門童軍總會                                 | 1980年               | 1954年           | 男性     |
| 尚比亞         | 7,396                   | 尚比亞童軍總會                               | 1965年               | 1930年           | 混合     |
| 辛巴威         | 2,389                   | 辛巴威童軍總會                               | 1980年               | 1909年           | 男性     |

## 非主權領土的童軍組織
- 香港—香港童軍總會：正式會員
- 阿魯巴—阿魯巴童軍（英语：Scouting Aruba）：正式會員
- 法屬玻里尼西亞—玻里尼西亞童軍會（英语：Conseil du Scoutisme polynésien）：結盟會員
- 澳門—澳門童軍總會：正式會員
- 古拉索、荷屬聖馬丁與荷蘭加勒比區（原荷屬安地列斯）—安地列斯童軍（英语：Scouting Antiano）：正式會員

## 經由世界童軍運動組織各會員海外分部加入的國家或地區

### 主權國家
本列表中有10個由部分國家組織海外分部管轄的主權國家，在世界童軍運動組織中被列為「潛在會員」，以星號表示。

#### 經由美國童軍
- 密克羅尼西亞聯邦—密克羅尼西亞聯邦的童軍活動（英语：Scouting in the Federated States of Micronesia）*—美國童軍阿羅哈童軍會（英语：Scouting in Hawaii#Aloha Council）
- 馬紹爾群島—馬紹爾群島的童軍活動（英语：Scouting in the Marshall Islands）*—美國童軍阿羅哈童軍會
- 帛琉—帛琉的童軍活動（英语：Scouting in Palau）*—美國童軍阿羅哈童軍會

#### 經由英國童軍總會
- 安地卡及巴布達—英國童軍總會安地卡及巴布達分部（英语：Antigua and Barbuda Branch of The Scout Association）*
- 聖克里斯多福及尼維斯—聖克里斯多福及尼維斯英國童軍總會（英语：The Scout Association of Saint Kitts and Nevis）*
- 索羅門群島—英國童軍總會索羅門群島分部（英语：Solomon Islands branch of The Scout Association）*
- 東加—英國童軍總會東加分部（英语：Tonga branch of The Scout Association）*
- 吐瓦魯—吐瓦魯童軍總會（英语：Tuvalu Scout Association）*
- 萬那杜—英國童軍總會萬那杜分部（英语：Vanuatu branch of The Scout Association）*

#### 經由澳大利亞童軍
- 諾魯—諾魯的童軍活動*

### 非主權地區

#### 澳大利亞
- 聖誕島—澳大利亞童軍
- 科科斯（基林）群島—澳大利亞童軍
- 諾福克島—澳大利亞童軍

#### 丹麥
- 法羅群島—法羅童軍會（英语：Føroya Skótaráð）
- 格陵蘭—格陵蘭童軍與女童軍總會（英语：Greenland Guide and Scout Association）

#### 法國
- 法屬圭亞那—法屬圭亞那的童軍活動（英语：Scouting and Guiding in French Guiana）
- 瓜德羅普與法屬聖馬丁—瓜德羅普和法屬聖馬丁的童軍活動（英语：Scouting and Guiding in Guadeloupe and Saint Martin）
- 馬提尼克—馬提尼克童軍與女童軍（英语：Scouts et Guides de Martinique）
- 馬約特—馬約特的童軍活動（英语：Scouting and Guiding in Mayotte）
- 新喀里多尼亞—新喀里多尼亞的童軍活動（英语：Scouting and Guiding in New Caledonia）
- 留尼旺—留尼旺島的童軍運動（英语：Scouting and Guiding in Réunion）
- 聖皮耶與密克隆群島—聖皮耶與密克隆群島的童軍活動（英语：Scouting and Guiding in France）
- 瓦利斯和富圖納—瓦利斯和富圖納的童軍活動（英语：Scouting and Guiding in France）

#### 紐西蘭
- 庫克群島—庫克群島童軍總會（英语：Cook Islands Boy Scout Association）
- 紐埃—紐埃的童軍與女童軍活動（英语：Scouting and Guiding on Niue）
- 托克勞—托克勞的童軍與女童軍活動（英语：Scouting and Guiding in Tokelau）

#### 英國
- 安圭拉—安圭拉的童軍活動（英语：Scouting and Guiding in Anguilla）
- 百慕達—百慕達童軍總會（英语：Bermuda Scout Association）
- 開曼群島—開曼群島的童軍活動（英语：Scouting and Guiding in the Cayman Islands）
- 福克蘭群島—福克蘭群島的童軍活動（英语：Scouting and Guiding in the Falkland Islands）
- 直布羅陀—直布羅陀的童軍活動（英语：Scouting and Guiding in Gibraltar）
- 蒙特塞拉特—蒙特塞拉特的童軍活動（英语：Scouting and Guiding in Montserrat）
- 聖赫勒拿、亞森欣與垂斯坦昆哈—聖赫勒拿、亞森欣與垂斯坦昆哈的童軍活動（英语：Scouting and Guiding on Saint Helena, Ascension and Tristan da Cunha）
- 特克斯與凱科斯群島—特克斯與凱科斯群島的童軍活動（英语：Scouting and Guiding in the Turks and Caicos Islands）
- 英屬維京群島—英屬維京群島的童軍活動（英语：Scouting and Guiding in the British Virgin Islands）

#### 美國
- 美屬薩摩亞—美屬薩摩亞的童軍活動（英语：Scouting in American Samoa）—美國童軍阿羅哈童軍會
- 關島—關島的童軍活動（英语：Scouting in Guam）—美國童軍阿羅哈童軍會
- 北馬里亞納群島—北馬里亞納群島的童軍活動（英语：Scouting in the Northern Mariana Islands）—美國童軍阿羅哈童軍會
- 波多黎各—美國童軍波多黎各童軍會（英语：Scouting in Puerto Rico）
- 美屬維京群島—美屬維京群島的童軍活動（英语：Scouting in the United States Virgin Islands）由美國童軍國家首都區童軍會（英语：National Capital Area Council）代理

## 世界童軍運動組織列出的潛在會員
2014年，世界童軍運動組織公布了28個潛在會員。其中10個國家由世界童軍運動組織中部分會員組織的海外分部管理，請參見「經由世界童軍運動組織各會員海外分部加入的國家或地區」章節。
- 阿富汗—阿富汗童軍總會（英语：Afghanistan Scout Association）
- 阿爾巴尼亞—阿爾巴尼亞的童軍與女童軍活動（英语：Scouting and Guiding in Albania）—2014年，阿爾巴尼亞童軍聯盟（英语：Beslidhja Skaut Albania）被終止會員資格，並希望該國重建新的童軍組織
- 中非共和國—中非童軍聯盟（英语：Fédération du scoutisme centrafricain）
- 剛果共和國—剛果童軍與女童軍總會（英语：Association des Scouts et Guides du Congo）
- 吉布地—吉布地童軍總會（英语：Association des Scouts de Djibouti）
- 東帝汶—東帝汶童軍聯盟（英语：União Nacional dos Escuteiros de Timor Leste）
- 赤道幾內亞—赤道幾內亞的童軍活動（英语：Scouting in Equatorial Guinea）
- 厄利垂亞—厄利垂亞國家童軍總會（英语：National Scout Association of Eritrea）
- 幾內亞比索—幾內亞比索國家童軍機構（英语：Corpo Nacional de Escutas da Guiné-Bissau）
- 伊朗—伊朗童軍組織（英语：Iran Scout Organization）
- 伊拉克—伊拉克童軍與女童軍會
- 吉爾吉斯—吉爾吉斯的童軍活動（英语：Scouting in Kyrgyzstan）
- 馬利—馬利的童軍活動（英语：Scouting and Guiding in Mali）
- 薩摩亞—薩摩亞的童軍活動（英语：Scouting and Guiding in Samoa）
- 索馬利亞—索馬利亞的童軍活動（英语：Scouting in Somalia）
- 土庫曼—土庫曼的童軍活動（英语：Scouting in Turkmenistan）
- 烏茲別克—烏茲別克的童軍活動（英语：Scouting in Uzbekistan）
- 越南—越南童軍總會（英语：Vietnamese Scout Association）

## 沒有童軍組織的國家或地區
2008年，世界童軍運動組織公布了6個沒有童軍活動的主權國家，該清單排除了實際上沒有童軍活動的梵蒂岡。屬於亞太童軍區管轄範圍的中華人民共和國，目前已有初步的童軍活動組織，所以將其放入「其他狀態」章節當中。
- 安道爾—安道爾的童軍活動（英语：Scouts d'Andorra）—1980年代起停止活動
- 古巴—1961年以前的古巴童軍活動與流亡現況（英语：Asociación de Scouts de Cuba）
- 寮國—1975年以前的寮國童軍活動與流亡現況（英语：Scouts Lao）
- 朝鮮－1950年以前和韓國童軍總會分享同一個歷史
- 梵蒂岡－梵蒂岡的童軍活動

## 其他狀態
- 南極洲—南極洲的童軍活動（英语：Scouting in the Antarctic）
- 中華人民共和國—中國大陸的童軍活動—中華人民共和國童軍總會
- 科索沃－科索沃的童軍活動（英语：Scouting and Guiding in Kosovo）－部分承認的國家
- 索馬利蘭－索馬利蘭的童軍活動（英语：Scouting in Somaliland）－索馬利亞內的半自治國家，未得到普遍承認
- 西撒哈拉－西撒哈拉的童軍活動（英语：Scouting and Guiding in Western Sahara）